# Balvano
Balvano é uma comuna italiana da região da Basilicata, província de Potenza, com cerca de 2.007 habitantes. Estende-se por uma área de 41 km², tendo uma densidade populacional de 49 hab/km². Faz fronteira com Baragiano, Bella, Muro Lucano, Picerno, Ricigliano (SA), Romagnano al Monte (SA), Vietri di Potenza.

## Demografia
| Variação demográfica do município entre 1861 e 2011                               |
|                                                                                   |
| Fonte: Istituto Nazionale di Statistica (ISTAT) - Elaboração gráfica da Wikipedia |